# چهاتارپور
چهاتارپور (به انگلیسی: Chhatarpur) یک منطقهٔ مسکونی در هند است که در Chhatarpur district واقع شده‌است. چهاتارپور ۷۸ کیلومتر مربع مساحت و ۱٬۴۲٬۴۷۶ نفر جمعیت دارد و ۳۰۵ متر بالاتر از سطح دریا واقع شده‌است.